# Abastanen
Die Abastanen (altgriechisch Ἀβαστανοί Abastanoi; von Diodor Sambastai (altgriechisch Σαμβασταί), von Curtius Rufus Sabarcae genannt) waren ein antikes Volk in Indien. Sie werden von den Alexanderhistorikern anlässlich des Indienfeldzugs Alexanders des Großen erwähnt. Demnach lag das Siedlungsgebiet dieses kriegerischen Stammes südlich jenem der Maller unweit der Mündung des Akesines in den Indus. Der spätere Diadoche Perdikkas unterwarf die Abastanen 326 v. Chr., als er sich mit den nach dem Abzug Alexanders aus dem Territorium der Maller zunächst noch dort verbliebenen Truppenkontingenten auf dem Weg zum Makedonenkönig befand. Wahrscheinlich sind die Abastanen mit dem im Aitareya-Brahmana und in puranischen Stammesverzeichnissen aufgeführten altindischen Volk Ambaṣṭha identisch.